# Fűrész (franchise)
A Fűrész című film egy horror franchise, amelyet James Wan és Leigh Whannell ausztrál filmrendezők hoztak létre, és tíz játékfilmből és további médiából áll. Az első nyolc film elsősorban a kitalált sorozatgyilkos, John "Jigsaw" Kramer körül forog, míg a kilencedik film egy másológyilkosról szól, miközben megőrzi a folytonosságot az előző filmekkel. A tizedik film pedig a történet elejét mutatja be. John Kramert a Fűrészben röviden bemutatták, majd részletesebben kidolgozták a Fűrész II -ben, illetve az azt követő filmekben. Ahelyett, hogy egyenesen megölné áldozatait, olyan helyzetekbe ejti őket, amelyeket „teszteknek” vagy „játékoknak” nevez, mellyel életakaratukat vizsgálja a testi vagy pszichológiai kínzások során, és hisz abban, hogy ha túlélik, „rehabilitáció” vár rájuk. Kramert megölték a Fűrész III című filmben, de a filmek továbbra is hátrahagyott befolyására összpontosítottak, különösen a tanítványaira, és visszaemlékezéseken keresztül fedezték fel karakterét.
2003-ban Wan és Whannell egy rövidfilmet készített, hogy segítsen egy lehetséges játékfilm- koncepció kidolgozásában. Végül olyan sikeres volt, hogy 2004-ben debütált az első rész a Sundance Filmfesztiválon, és októberben a Lionsgate elhozta a mozivászonra. A rendkívül sikeres nyitóhétvége után az első film a rengeteg folytatás közül rögtön zöld utat adott. Öt rendező  dolgozott a sorozaton: James Wan, Darren Lynn Bousman, David Hackl, Kevin Greutert és a The Spierig Brothers ; míg Whannell, Bousman, Patrick Melton, Marcus Dunstan, Josh Stolberg és Peter Goldfinger írta a forgatókönyvet. 2004 és 2010 között minden film a Halloween előtti pénteken jelent meg. Mindkét alkotó a franchise-nál maradt executive producerként.
2010-ben Mark Burg franchise producere azt mondta, hogy a hetedik film, a Fűrész 3D lesz az utolsó rész. A Lionsgate azonban 2012-ben nagy érdeklődést mutatott a franchise folytatása iránt. A nyolcadik film, Fűrész: Újra játékban címmel végül 2017 októberében került bemutatásra. 2021-ben mutatták be a kilencedik filmet, Spirál: Fűrész hagyatéka néven, melynek főszereplője, producere és társírója is Chris Rock, komikus és színész volt.
A franchise több mint 1 milliárd dollár bevételre tett szert a pénztárakból és a kiskereskedelmi eladásokból. A filmsorozat egészen a vegyestől a negatív kritikákig rengeteg véleményt kapott, de továbbra is minden idők egyik legtöbb bevételt hozó horrorfilm-franchise maradt. Míg egyes kritikusok kínzópornónak nevezték a filmeket, a franchise alkotói és a legtöbb rajongó nem ért egyet ezzel a jellemzéssel.
| Film címe                | Amerikai megjelenés dátuma | Rendező(k)           | Forgatókönyvíró(k)                   | Történet szerzője                                 | Gyártó(k)                             |
| ------------------------ | -------------------------- | -------------------- | ------------------------------------ | ------------------------------------------------- | ------------------------------------- |
| Fűrész                   | 2004. október 29.          | James Wan            | Leigh Whannel                        | James Wan és Leigh Whannel                        | Gregg Hoffman, Oren Koules, Mark Burg |
| Fűrész II                | 2005. október 28.          | Darren Lynn Bousman  | Leigh Whannel és Darren Lynn Bousman | Leigh Whannel és Darren Lynn Bousman              | Gregg Hoffman, Oren Koules, Mark Burg |
| Fűrész III               | 2006. október 27.          | Darren Lynn Bousman  | Leigh Whannel                        | James Wan és Leigh Whannel                        | Oren Koules, Mark Burg                |
| Fűrész IV                | 2007. október 26.          | Darren Lynn Bousman  | Patrick Melton és Marcus Dunstan     | Patrick Melton és Marcus Dunstan és Thomas Fenton | Oren Koules, Mark Burg                |
| Fűrész V                 | 2008. október 24.          | David Hackl          | Patrick Melton és Marcus Dunstan     | Patrick Melton és Marcus Dunstan                  | Oren Koules, Mark Burg                |
| Fűrész VI                | 2009. október 23.          | Kevin Greutert       | Patrick Melton és Marcus Dunstan     | Patrick Melton és Marcus Dunstan                  | Oren Koules, Mark Burg                |
| Fűrész 3D                | 2010. október 29.          | Kevin Greutert       | Patrick Melton és Marcus Dunstan     | Patrick Melton és Marcus Dunstan                  | Oren Koules, Mark Burg                |
| Fűrész: Újra játékban    | 2017. október 27.          | The Spierig Brothers | Josh Stolberg és Peter Goldfinger    | Josh Stolberg és Peter Goldfinger                 | Oren Koules, Mark Burg                |
| Spirál: Fűrész hagyatéka | 2021. május 14.            | Darren Lynn Bousman  | Josh Stolberg és Peter Goldfinger    | Josh Stolberg és Peter Goldfinger                 | Oren Koules, Mark Burg                |
| Fűrész X                 | 2023. október 27.          | Kevin Greutert       | Josh Stolberg és Peter Goldfinger    | Josh Stolberg és Peter Goldfinger                 | Oren Koules, Mark Burg                |

## Rövidfilm
| Film   | Amerikai megjelenés dátuma | Rendező(k) | Forgatókönyvíró(k)         | Gyártó(k)        |
| ------ | -------------------------- | ---------- | -------------------------- | ---------------- |
| Fűrész | 2003                       | James Wan  | James Wan és Leigh Whannel | Darren McFarlane |

### Fűrész(2003)
A Fűrész, amelyet visszamenőleg Fűrész 0.5 -ként emlegetnek, egy 2003-as rövidfilm, amely promóciós eszközként szolgált a Lionsgate film változatának bemutatásakor. A Fűrész vágatlan DVD kiadásának második lemezén található. Egyedül is megjelent, és a Fűrész Trilógia DVD-n is, amely tartalmazza a Fűrész Vágatlan Kiadás-t, a Fűrész II Különkiadás-t és a Fűrész III Director's Cut-ot, a Billy a bábu limitált kiadású 3D bábos fejdobozos változatával csomagolva.

## Televízió
2021 áprilisában a Lionsgate Television elnöke, Kevin Beggs a Deadline Hollywoodnak adott interjújában bejelentette, hogy a Lionsgate TV kezdeti tárgyalásokat folytat a Mark Burg és Oren Koules Twisted Television által készített Spirál című filmjének televíziós sorozat adaptációjáról.

## Visszatérő szereplők és karakterek
- Egy üres, sötétszürke cella azt jelzi, hogy a karakter nem szerepelt a filmben, vagy a karakter hivatalos jelenlétét még nem erősítették meg.
- Az A archív felvételeken keresztüli megjelenést jelöl.
- A C egy cameo szerepet jelöl.
- A P a képernyőn megjelenő fényképeken való megjelenést jelöli.
- Az S speciális effektusok használatával történő megjelenést jelöl.
- A V csak hangszerepet jelöl.
- Y a karakter fiatalabb változatát jelöli.

| John Kramer        | Tobin Bell      | Tobin Bell                        | Tobin Bell        | Tobin Bell      | Tobin Bell      | Tobin Bell      | Tobin Bell      | Tobin Bell | Tobin Bell | Tobin Bell | Tobin Bell | Tobin Bell |
| Amanda Young       | Shawnee Smith   | Shawnee Smith                     | Shawnee Smith     | Shawnee Smith   | Shawnee Smith   | Shawnee Smith   | Shawnee Smith   |            |            |            |            |            |
| Lawrence Gordon    | Cary Elwes      | Cary Elwes                        | Body double       | Mentioned only  | Mentioned only  | Mentioned only  | Cary Elwes      |            |            |            |            |            |
| Adam Stanheight    | Leigh Whannell  | Leigh Whannell                    | Leigh Whannell    |                 | Mentioned only  | Leigh Whannell  | Leigh Whannell  |            |            |            |            |            |
| Zep Hindle         | Michael Emerson | Michael Emerson                   | Michael Emerson   |                 | Mentioned only  |                 | Michael Emerson |            |            |            |            |            |
| David Tapp         | Danny Glover    |                                   | Danny Glover      |                 | Danny Glover    |                 |                 |            |            |            |            |            |
| Steven Sing        | Ken Leung       |                                   | Ken Leung         |                 | Ken Leung       |                 |                 |            |            |            |            |            |
| Allison Kerry      | Dina Meyer      | Dina Meyer                        | Dina Meyer        | Dina Meyer      | Dina Meyer      |                 |                 |            |            |            |            |            |
| Eric Matthews      |                 | Donnie Wahlberg                   | Donnie Wahlberg   | Donnie Wahlberg | Donnie Wahlberg |                 |                 |            |            |            |            |            |
| Daniel Rigg        |                 | Lyriq Bent                        | Lyriq Bent        | Lyriq Bent      | Lyriq Bent      |                 |                 |            |            |            |            |            |
| Daniel Matthews    |                 | Erik Knudsen                      | Erik Knudsen      | Erik Knudsen    | Erik Knudsen    |                 | Erik Knudsen    |            |            |            |            |            |
| Xavier Chavez      |                 | Franky G                          | Franky G          |                 | Franky G        |                 | Franky G        |            |            |            |            |            |
| Mark Hoffman       |                 | Costas Mandylor                   | Costas Mandylor   | Costas Mandylor | Costas Mandylor | Costas Mandylor |                 |            |            |            |            |            |
| Jill Tuck          |                 | Betsy Russell                     | Betsy Russell     | Betsy Russell   | Betsy Russell   | Betsy Russell   | Mentioned only  |            |            |            |            |            |
| Jeff Denlon        |                 | Angus Macfadyen                   | Angus Macfadyen   | Angus Macfadyen | Angus Macfadyen | Mentioned only  |                 |            |            |            |            |            |
| Lynn Denlon        |                 | Bahar Soomekh                     | Bahar Soomekh     | Bahar Soomekh   | Bahar Soomekh   | Bahar Soomekh   |                 |            |            |            |            |            |
| Peter Strahm       |                 | Scott Patterson                   | Scott Patterson   | Scott Patterson |                 |                 |                 |            |            |            |            |            |
| Lindsey Perez      |                 | Athena Karkanis                   | Athena Karkanis   | Athena Karkanis |                 |                 |                 |            |            |            |            |            |
| Art Blank          |                 | Justin Louis                      | Justin Louis      |                 | Justin Louis    |                 |                 |            |            |            |            |            |
| Dan Erickson       |                 | Mark Rolston                      | Mark Rolston      |                 |                 |                 |                 |            |            |            |            |            |
| Brit Stevenson     |                 | Julie Benz                        | Mentioned only    |                 |                 |                 |                 |            |            |            |            |            |
| Mallick Scott      |                 | Greg Bryk                         | Mentioned only    | Greg Bryk       |                 |                 |                 |            |            |            |            |            |
| Pamela Jenkins     |                 | Samantha Lemole                   | Samantha Lemole   | Mentioned only  |                 |                 |                 |            |            |            |            |            |
| William Easton     |                 | Peter Outerbridge                 | Peter Outerbridge |                 |                 |                 |                 |            |            |            |            |            |
| Bobby Dagen        |                 | Sean Patrick Flanery              |                   |                 |                 |                 |                 |            |            |            |            |            |
| Matt Gibson        |                 | Chad Donella                      |                   |                 |                 |                 |                 |            |            |            |            |            |
| Logan Nelson       |                 | Matt Passmore                     |                   |                 |                 |                 |                 |            |            |            |            |            |
| Eleanor Bonneville |                 | Hannah Emily Anderson             |                   |                 |                 |                 |                 |            |            |            |            |            |
| Zeke Banks         |                 | Chris Rock                        |                   |                 |                 |                 |                 |            |            |            |            |            |
| William Schenk     |                 | Max Minghella Leonidas Castrounis |                   |                 |                 |                 |                 |            |            |            |            |            |
| Marcus Banks       |                 | Samuel L. Jackson                 |                   |                 |                 |                 |                 |            |            |            |            |            |
| Angie Garza        |                 | Marisol Nichols                   |                   |                 |                 |                 |                 |            |            |            |            |            |

## További részletek a személyzetről és a gyártásról
| Film címe                | Személyzet/Részletek | Személyzet/Részletek | Személyzet/Részletek          | Személyzet/Részletek | Személyzet/Részletek | Személyzet/Részletek | Személyzet/Részletek |
| Film címe                | Zeneszerző           | Operatőr             | Szerkesztő(k)                 | Termelő cégek | Elosztó cég          | Időtartam            |                      |
| ------------------------ | -------------------- | -------------------- | ----------------------------- | --- | -------------------- | -------------------- | -------------------- |
| Fűrész                   | Charlie Clouser      | David A. Armstrong   | Kevin Greutert                | Twisted Pictures Saw Productions Inc. Evolution Entertainment                                                                             | Lions Gate filmek    | 103 perc             |                      |
| Fűrész II                | Charlie Clouser      | David A. Armstrong   | Kevin Greutert                | Lions Gate filmek Twisted Pictures Evolution Entertainment                                                                                | Lions Gate filmek    | 93 perc              |                      |
| Fűrész III               | Charlie Clouser      | David A. Armstrong   | Kevin Greutert                | Cinespace Filmstúdió Twisted Pictures Evolution Entertainment Ontario Production Services Kanadai film- vagy videógyártási szolgáltatások | Lionsgate            | 108 perc             |                      |
| Fűrész IV                | Charlie Clouser      | David A. Armstrong   | Brett Sullivan Kevin Greutert | Twisted Pictures Ontario Production Services Kanadai film- vagy videógyártási szolgáltatások                                              | Lionsgate            | 92 perc              |                      |
| Fűrész V                 | Charlie Clouser      | David A. Armstrong   | Kevin Greutert                | Ontario Production Services Twisted Pictures Kanadai film- vagy videógyártási                                                             | Lionsgate            | 92 perc              |                      |
| Fűrész VI                | Charlie Clouser      | David A. Armstrong   | Andrew Coutts                 | StudioCanal Twisted Pictures Saw VI Productions                                                                                           | Lionsgate            | 90 perc              |                      |
| Fűrész 3D                | Charlie Clouser      | Brian Gedge          | Andrew Coutts                 | StudioCanal Twisted Pictures Serendipity Productions                                                                                      | Lionsgate            | 90 perc              |                      |
| Fűrész: Újra játékban    | Charlie Clouser      | Ben Nott             | Kevin Greutert                | Twisted Pictures Serendipity Productions Burg Koules Hoffman Productions Ontario Production Services Kanadai film- vagy videógyártási     | Lionsgate            | 92 perc              |                      |
| Spirál: Fűrész hagyatéka | Charlie Clouser      | Jordan Oram          | Dev Singh                     | Twisted Pictures Serendipity Productions Burg Koules Hoffman Productions Kanadai film- vagy videógyártási adójóváírás                     | Lionsgate            | 93 perc              |                      |

## Produkció

### A történet áttekintése
A Fűrész IV visszaemlékezései felfedik a sorozat gyökereit, bemutatva John Kramert, mint sikeres építőmérnököt és odaadó férjét, feleségének, Jill Tucknak, aki rehabilitációs klinikát nyitott drog problémákkal küzdők számára. Jill elveszítette meg nem született babáját, Gideont Cecil Adams drogfüggő akaratlan cselekedetei miatt, aki ezek után elmenekült a helyszínről. A Fűrész VI később megmutatja, hogy egy másik drogfüggő, Amanda Young is szerepet játszott Gideon halálában. Gyászolva gyermeke elvesztését John elhatárolódott barátaitól és feleségétől is.
John és Jill végül eltávolodtak egymástól, és később elváltak. John saját önelégültsége csapdájában találta magát, mígnem gyógyíthatatlan rákot diagnosztizáltak nála. Rendkívül keserű volt elpazarolt élete és születendő fia elvesztése miatt, majd elkezdte megfigyelni mások életét, és még depressziósabbá vált, amikor látta, hogy ők is elpazarolják az élet ajándékát, amelyet éppen megtagadtak tőle. Felkeresett egy William Easton nevű férfit, akitől támogatást remélt egy kísérleti rákkezelésre, de elutasították. A Fűrész II visszaemlékezései azt mutatják, hogy miután túlélt egy öngyilkossági kísérletet, amikor lehajtott az autójával egy szikláról, John "újjászületett", és azt az elképzelést támogatta, hogy az egyetlen módja annak, hogy valaki megváltozzon, ha saját magát változtatja meg. Aztán a Fűrész IV visszaemlékezésében megtervezte az első csapdát és egyben első tesztet is Cecil számára, és úgy döntött, hogy létezése hátralévő részét arra használja fel, hogy több ilyen "tesztet" vagy "játékot" tervezzen az "azonnali rehabilitáció" formájaként, amelyek megváltoztatják a világot. John hamarosan megkapta a "Kirakós Gyilkos" (vagy "Jigsaw") becenevet, mert eltávolított egy kirakós darab alakú húsdarabot azokból az áldozatokból, akik elbukták a tesztjeit. John kijelentette, hogy ezt a nevet a média adta neki, és a levágott húsdarab azt jelzi, hogy az áldozatokból hiányzik valami, amit ő csak "túlélési ösztön"-nek nevezett.
John áldozatai közül kevesen tudják túlélni a brutális csapdáit, amelyek gyakran ironikusan szimbolikus ábrázolásai az áldozat életében felmerülő problémáknak, és súlyos fizikai és/vagy pszichológiai kínzáson kell keresztülmenniük, hogy elmeneküljenek.
A Fűrész: Újra játékban című film John egyik legelső játékát ábrázolja, amely soha nem került nyilvánosságra. Az egyetlen túlélő Logan Nelson, az a férfi, aki véletlenül rosszul címkézte fel John röntgenfelvételeit, aminek következtében a rák diagnosztizálatlan maradt egészen addig, amíg már túl késő volt. John hisz abban, hogy Logannak nem szabad meghalnia egy becsületes tévedés miatt, ezért megmenti őt, mielőtt az egyik csapda megölné, és felveszi első tanítványaként . Logan segít Johnnak több csapdát is építeni a jövőbeli játékokhoz, de végül bevonul az amerikai hadseregbe, és elmegy az iraki háborúba.
A Fűrész V -ben Mark Hoffman rendőr hadnagy Johnhoz fűződő kapcsolatai egy sor visszaemlékezésből derülnek ki. John tevékenységének első éveiben Hoffman nővérét meggyilkolta a nő párja, Seth Baxter . Sethet letartóztatják; azonban pár év múlva szabadlábra helyezik. Hoffman ezután megöli őt egy kikerülhetetlen csapdával, amelyet úgy terveztek, hogy úgy nézzen ki, mint a Kirakós által létrehozott játékok egyike, akiről akkoriban mindenki azt hiszi, hogy ő áll a gyilkosság mögött. John elrabolja Hoffmant, és megzsarolja, hogy a "rehabilitációs" módszereinek tanítványa legyen. Bár kezdetben kénytelen volt segíteni, Hoffman később készséges tanonc lesz, és segít felállítani John tesztjeinek többségét.
Miután legyőzte a tesztet, Amanda Young lesz az első ismert túlélője a kirakós játékoknak. Johnt hősként látja, aki jobbra változtatta az életét; és John kérésére pártfogoltja és következő tanítványa lesz. John megmutatja a rehabilitációját Jillnek, aki ráébred a csapdáira, és némileg cinkossá is válik.
A Fűrészben John leláncolja a rákot diagnosztizáló férfit, Dr. Lawrence Gordont egy leromlott ipari mosdóban Adam Stanheight fotóssal, aki az orvost figyeli, mert azt hiszi, hogy megcsalja az orvos a feleségét. Lawrence utasítást kapott, hogy ölje meg Adamet hat óráig, különben a feleségét és a lányát is megölik. A visszaemlékezéseken David Tapp és Steven Sing nyomozók láthatók, akik azt gyanítják más kirakós csapdák nyomait követve, hogy Lawrence a Kirakós gyilkos. Sing puskás csapdából való halála Tapp-et megszállottjává teszi, hogy elkapja a Kirakós gyilkost. Később üldözőbe veszi Zep Hindle -t, aki Adam és Lawrence tesztjeit figyeli, és mellkason lövi. Végül Lawrence lefűrészeli a lábát, hogy megszökjön, így Adam a fürdőszobában marad, míg Lawrence megpróbálja megmenteni a családját és segítséget kérni Adam megmentéséhez. Később a Fűrész 3D -ben látható, hogy Lawrence talált egy gőzölgő forró pipát, és kiégette a sebét, elállt a vérzés, és végül túlélte a csapdát. John utoléri Lawrence-et, és a következő tanítványává teszi, amit más cinkosai elől titkol. A Fűrész III visszaemlékezései azt mutatják, hogy Amanda elrabolta Adamet, majd később visszatért, hogy megfojtsa, mint „kegyes gyilkosság”.

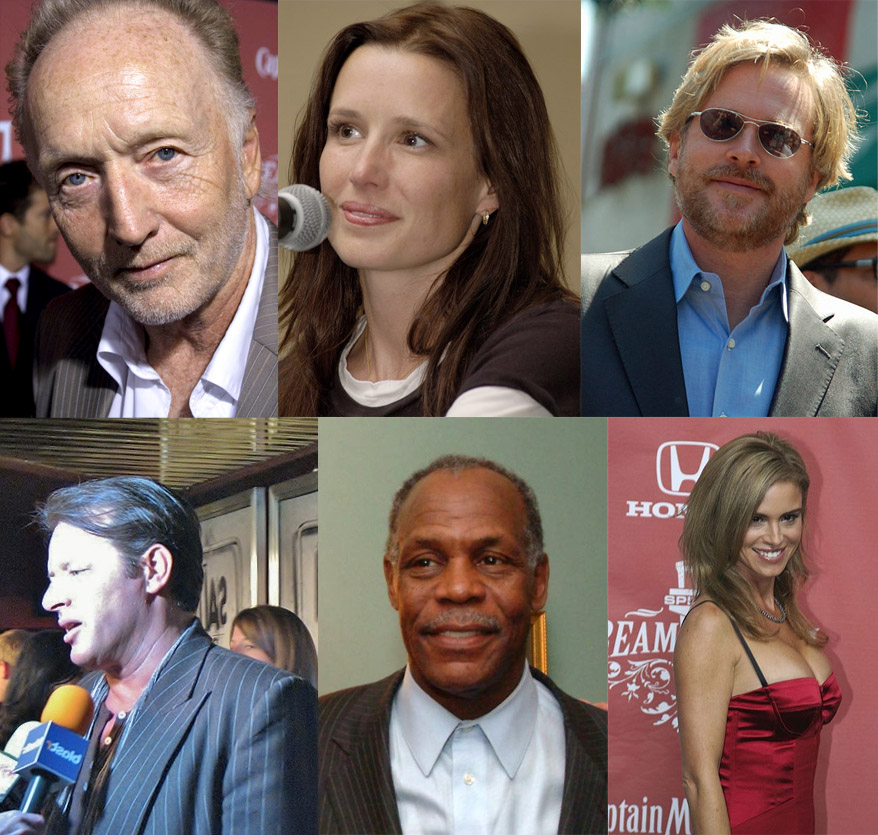
A sorozat központi szereplői. Balról fentről jobbra le: Tobin Bell, Shawnee Smith, Cary Elwes, Costas Mandylor, Danny Glover és Betsy Russell.

A Fűrész II azzal kezdődik, hogy a rendőrség nyomon követi a súlyosan legyengült Johnt az odújába. Azonban egy újabb próbatétel van készülőben, mivel ő és Amanda elrabolták Eric Matthews nyomozó fiát, és csapdába ejtették őt és egy hét elítéltből álló csoportot, akiket korábban Eric ítélt el, és Amandát is egy házban, ami lassan megtelik szarin gázzal. Daniel Matthews életét Eric idejére cseréli, és a játék végéig beszélget Johnnal. Eric elveszti türelmét, megtámadja Johnt, kényszeríti, hogy vigye be a házba, de rájön, hogy a házon belüli videót előre rögzítették; a benne szereplő események valójában sokkal korábban történtek. Eric fiát egy széfbe zárták John raktárában, és oxigénpalackkal tartották életben. Eric eszméletlenné válik egy álarcos alaktól, és a fürdőszobában ébred fel Fűrész -ből, amely a ház alagsorában található. Amanda felfedi magát Ericnek, mint John pártfogoltja, mielőtt otthagyja meghalni. A Fűrész III visszaemlékezésében Ericnek úgy sikerül kiszabadulnia a fürdőszobából, hogy eltöri a lábát. Szembeszáll és megveri Amandát, azt követelve, hogy tudja, hol van a fia. Amanda leküzdi, és otthagyja. A Fűrész IV visszaemlékezése azt tárja fel, hogy Hoffman később egy börtöncellába hurcolja Ericet, életben tartva egy jövőbeli játékra.
A Fűrész III és a Fűrész IV eseményei párhuzamosan zajlanak. A Fűrész III. Johnnal kezdődik, aki legyengült és közel áll a halálhoz, egy ideiglenes kórházi ágyon fekszik. Amanda átvette a munkáját, saját csapdákat tervez; ezek a csapdák azonban kikerülhetetlenek, mivel Amanda meg van győződve arról, hogy John csapdáinak nincs hatása, és az emberek nem változnak. Egy elrabolt orvos arra kényszerül, hogy életben tartsa Johnt, miközben újabb tesztet végeznek Jeff Denlonon, egy férfin, aki bosszút akar állni a fiát megölő részeg sofőrön. John nem hajlandó megengedni, hogy egy gyilkos folytassa örökségét, ezért Amandának is tesztet tervez; végül megbukik, aminek következtében John és Amanda is meghal. A Fűrész IV eközben a Daniel Rigg rendőrnek szánt tesztek körül forog, amelyeket Hoffman felügyel. Rigg megbukik a próbán, ami Eric Matthews halálát eredményezi. Rigget elvérezni hagyja Hoffman, aki később felfedezi John és Amanda holttestét. Amikor Johnon boncolást végeznek, a gyomrában viasszal bevont kazettára lelnek; a kazetta arról tájékoztatja Hoffmant, hogy téved, ha azt hiszi, hogy mindennek vége, csak azért, mert John meghalt, és nem számíthat arra, hogy próbák nélkül marad.
A Fűrész V eseményei Hoffman első egyéni tesztjét mutatják: Öt embert, akiket egy katasztrofális tűz esete kapcsol össze, amelyben több ember életét vesztette. Négy egymással összefüggő tesztnek vetik alá őket, és mindegyik csapdában egy ember meghal. A maradék két kísérleti alany az utolsó csapdánál rájön, hogy minden korábbi csapdát úgy kellett volna végrehajtani, hogy mind az öt ember végezzen egy kis részt, ahelyett, hogy csapdánként egy ember halt volna meg. Ezzel a tudással együtt dolgoznak, és bár éppemhogy, mégis sikerül megszökniük. Dan Erickson különleges ügynök találja meg őket élve. Eközben Hoffman elhiteti, hogy Peter Strahm FBI-ügynök a Kirakós bűntársa, míg Strahm üldözi Hoffmant, és végül meghal, mert képtelen betartani Hoffman szabályait, így Hoffman szabadon folytathatja Kirakós "munkáját".
A Fűrész VI azzal kezdődik, hogy Hoffman beállít egy játékot John utasításai szerint, amelyet a Fűrész V alatt egy dobozban hagytak Jillnek. A játék középpontjában az egészségbiztosítási vezető, William Easton áll, aki a biztosítási igények kétharmadának elutasításáért felelős csapatot felügyeli. Ahogy William négy teszten halad előre, annyi embert ment meg, amennyit csak tud, és megtanulja a hibáit, amelyek eredendően „megölik” az elutasítottakat. Utolsó próbája Harold Abbott családjának megbocsátási próbája, akik apja kérését William visszautasította. Harold fia végül úgy dönt, hogy megöli Williamet hidrofluorsavval . Eközben Erickson ügynök és a korábban halottnak hitt Lindsey Perez ügynök Strahm ügynök után kutatnak Hoffman segítségével. A korábbi gyilkossági jelenetekben talált szabálytalanságok miatt Perez és Erickson felfedezik Hoffman kilétét, de Hoffman megöli őket, mielőtt a nyilvánosságra kerülne kiléte. Hoffman visszautazik Easton tesztjeinek helyszínére, ahol Jill rátámad, hogy engedelmeskedjen John utolsó kérésének. Egy új csapdában hagyja, amelyet John hagyott hátra, és nem hagyja ott a kulcsot, hogy kiszabadíthassa magát. Hoffman végül sikeresen, de megsebezve kiszabadul és ezzel megmenekül.
A Fűrész 3D folytatja a Jill és Hoffman között lévő harcot, akik John örökségének irányításáért küzdenek. Miközben Jill védőőrizetbe kerül, és nyilvánosságra hozza Hoffman személyazonosságát, Hoffman új játékot indít. Eközben Bobby Dagen, a csaló, aki könyvet írt egy olyan kirakós csapdából való kiszabadulásról, amelyet soha nem tapasztalt, elfogják, és kénytelen szembeszállni azokkal, akik tudták, hogy hazudott arról, hogy csapdában volt. Bobby három barátja meghal, és a tesztje azzal zárul, hogy kénytelen újra eljátszani azt a csapdát, amelyről azt állította, hogy egyszer már túlélte. Elbukik, ami a felesége halálát okozza. Eközben Hoffman holttestnek adta ki magát, és több rendőrt megölt, hogy behatoljon a rendőrségre. Megtalálja és megöli Jillt a fordított medvecsapda segítségével. Hoffman megpróbálja elhagyni a várost, de Dr. Lawrence Gordon és társai elfogják, majd az első filmben szereplő fürdőszobába helyezik. Johnról kiderül, hogy a játéka után megmentette Lawrence-et, és cserébe Lawrence segített neki a későbbi csapdák megszervezésében. Lawrence béklyózva hagyja Hoffmant a fürdőszobában, hogy meghaljon.
A Fűrész: Újra játékban mai része nagyjából tíz évvel John halála után játszódik. Amikor egy új kirakós játékban több ember meghal, a rendőrség azt hiszi, hogy Johnt feltámasztották, vagy egy Kirakós-másoló a tettes. Végül kiderül, hogy Logan Nelson az új Kirakós Gyilkos, és hogy új áldozatok felhasználásával újraalkotta azt a játékot, amelyben egykor részese volt. A film végén Logan elrabolja Brad Halloran korrupt nyomozót, és bosszúból megöli, amiért közvetve felelős Logan feleségének haláláért. Miután sikeresen beállította Hallorant a gyilkos szerepébe, Logan megszökik, és szabadon folytathatja a Kirakós munkáját.
A Spirál: Fűrész hagyatéka ismeretlen idővel játszódik John halála után, miközben egy másik Kirakós-másoló saját játékokat hoz létre, hogy megbüntesse a korrupt rendőröket és nyomozókat. Az ügyben Zeke Banks nyomozó nyomoz, aki végül rájön, hogy új társa, William Schenk nyomozó a gyilkos. Schenk elrabolja Banks apját, Marcust, aki nagyrészt felelős a korrupcióért a rendőrségen, és felfedi, hogy a saját apját egy piszkos zsaru ölte meg, és reméli, hogy Bankset partnernek toborozza a korrupciós osztály megtisztításában. Banks ezután kénytelen választani, hogy megöli Schenket vagy megmenti az apját; sikerül megmentenie Marcust, de Schenk hív egy SWAT csapatot, és úgy tűnik, hogy Marcus az agresszor, és fegyvert tart. Schenk ezután megszökik, miközben a SWAT csapat visszatartja Bankset és agyonlövi Marcust.

### Visszatérő elemek
Billy
Billy egy hasbeszélő bábura emlékeztető báb, amelyet néha triciklizni is lehet látni, és amely a filmekben végig feltűnik, és a sorozat egyfajta ikonikus alakja lett. A Kirakós Gyilkos arra használja, hogy kommunikáljon áldozataival televíziós üzenetek közvetítésével vagy esetenként személyesen, hogy leírja a szadista csapdák részleteit és az áldozatok túlélésének módjait. A nézők néha helytelenül magát a bábut is kirakósként azonosították jelenléte és a gyilkossal való kapcsolata miatt.
A báb kora és használata a filmek során szükségessé tette a rekonstrukciót. Wan szerint a Fűrész eredeti bábarca agyagból, papírmaséból és fekete ping-pong labdákból állt, de a későbbi filmekben vízsugárral vágott habszivacsot alkalmaztak a testhez és távirányítóval vezérelhető animatronikus szerkezetet a működéséhez.
A franchise tartóssága és népszerűsége Billy áruk gyártását, valamint más médiában található referenciákat és a filmek promócióiban való felhasználását eredményezte.
"Szia Zepp"
A "Hello Zepp" egy instrumentális zene, amelyet eredetileg Charlie Clouser komponált a sorozat első filmjéhez. A Fűrészben a feltételezett gonosztevőről, Zep Hindle -ről kiderül, hogy valójában a Kirakós Gyilkos áldozata. (A karakter neve a forgatókönyvben „Zep”, míg a zene címe „Zepp” a 80-as évek népszerű Zapp együttesére való hivatkozás. ) Ahogy a sorozat folytatódott, a darabot minden filmben újra felhasználták vezérmotívumként, gyakran átnevezték és újrakeverték, hogy alkalmazkodjon a változó helyzetekhez és karakterekhez. A zenét minden Fűrészes befejezésben felhasználták, általában a cselekményfeltárások és fordulatok felfedésekor, amelyet a Fűrész filmek gyakran használnak, és ez szolgálja az egész film fő témáját.
CsapdákMinden film fontos eleme a sokféle (általában mechanikus formájú) csapda, amelyet Kirakós és tanítványai használnak foglyaikon üzeneteinek közvetítésére.
David Hackl szerint az összes csapda valódi tárgy, és nem CGI. Úgy tervezték őket, hogy borzalmasan nézzenek ki, de végül biztonságosak legyenek a szereplők számára. Marcus Dunstan író a következőket mondta: „Úgy készült, hogy a nap folyamán működjön”, majd hozzátette: „Működik. Tehát ha van fejbőrszék, akkor tényleg volt egy szék, amelyen működő fogaskerekek hátrahúzzák a fejbőrt. A potenciálisan legveszélyesebb tárgy a Fűrész V -ben használt "vizesdoboz" volt, amelyben az egyik színésznek ( Scott Pattersonnak, mint Peter Strahmnak ) a fejét a lehető legtovább víz alatt kellett tartania. A csapdák másik eleme, hogy Hackl sajátos rozsdás és fenyegető megjelenést kívánt, de azt is szerette volna, hogy valamiféle szépség is legyen bennük.

## Recepció

### Bevétel

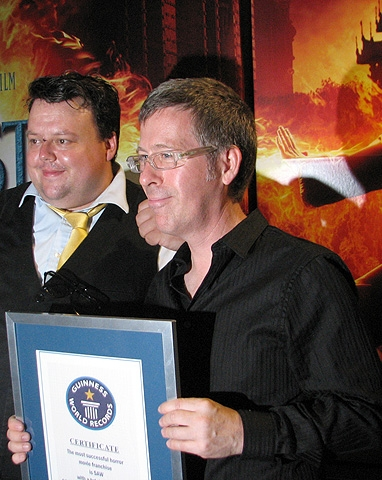
A Fűrész sorozat bekerült a Guinness-rekordok közé, mint a "legsikeresebb horror franchise". Az alábbi képen Kevin Greutert rendező látható, aki a 2010-es Comic Conon nyerte el a díjat.

A Fűrész 18,2 millió dollár bevételt hozott a nyitóhétvégén, és a Lionsgate második legjobb nyitása lett a ' Fahrenheit 9/11 $23.9 million (2004) után. A A Fűrész harmadik legkevesebb bevételt hozó film a sorozatban a Fűrész: Újra játékban és a Fűrész VI után. Abban az időben ez lett a legjövedelmezőbb horrorfilm a Sikoly (1996) után. Ez a hetedik legtöbb bevételt hozó Halloween nyitóhétvégéje. A Fűrész II az első helyen nyitott 31,7 millió dollárral, és felállította a Lionsgate Halloween nyitóhétvégéjének rekordját, és egyben a harmadik legtöbb bevételt hozó Halloween nyitófilmje. Abban az időben ez lett a Lionsgate történetének legszélesebb köre, és az egyik legjobb nyitóhétvége a horror folytatáshoz. Ez a Lionsgate negyedik legtöbb bevételt hozó filmje az Egyesült Államokban és Kanadában. A Fűrész III az első helyen végzett 33,6 millió dollár bevétellel a nyitóhétvégén, amivel ez volt a valaha volt legnagyobb halloween-i debütálás, és akkoriban a Lionsgate legmagasabban bevételező nyitó hétvégéje. Ez a sorozat legtöbb bevételt hozó filmje világszerte. Ez a legnagyobb bevételt hozó hétvégéje, és egyben a Lionsgate ötödik legtöbb bevételt hozó filmje az Egyesült Államokban és Kanadában.
A Fűrész IV az első helyen mutatkozott be 32,1 millió dollárral, amivel a második legjobb Halloween-hétvégi nyitány lett. A Fűrész V nyitóhétvégéjén a High School Musical 3. – Végzősök legyőzésével a második helyen végzett, és 30,1 millió dollárt keresett. Ez a Lionsgate tizedik legtöbb bevételt hozó filmje. A Fűrész VI a Paranormal Activity mögött a második helyen végzett, 14,1 millió dollárral, ami a legalacsonyabb a világ összes Fűrész filmje között. Ez egyben a sorozat legalacsonyabb bevételű filmje is. A Fűrész 3D elsőként 22,5 millió dollár bevételt ért el nyitóhétvégéjén, a jegyek 92%-a több mint 2100 3D-vel felszerelt helyről érkezett. Ez volt a Fűrész sorozat ötödik legjobb nyitóhétvégéje. A Fűrész IV óta ez a franchise legsikeresebb filmje. Az Egyesült Államokban és Kanadában a Thank You for Your Service és a Suburbicon mellett jelent meg a Fűrész: Újra játékban, és az előrejelzések szerint a nyitóhétvégén 2941 moziból körülbelül 20 millió dollár bevételre számítanak. 1,6 millió dollárt keresett a 2400 moziban bemutatott csütörtök esti előzetesből, ami nem éri el a hét évvel ezelőtti éjféli vetítésekből készült 1,7 millió dolláros Fűrész 3D -t, az első napon pedig 7,2 millió dollárt. Ezt követően 16,64 millió dollárig nyitott, első helyen végzett a pénztáraknál, de a franchise második legalacsonyabb debütálása. A második hétvégén a film 61%-kal, 6,56 millió dollárra esett vissza, és a harmadik helyen végzett az újoncok, a Thor: Ragnarok és az A Bad Moms Christmas mögött. A harmadik hétvégén a film további 47%-ot esett, és 3,43 millió dollárt keresett, ezzel az ötödik helyen végzett.
A Fűrész sorozat a többi legnagyobb bevételt hozó amerikai horror franchise-hoz képest – Alien vs. Predator, Candyman, Gyerekjáték, Varázsló, Ördögűző, Gonosz halottak, Végső úti cél, Péntek 13., Godzilla, Halloween, Hannibal Lecter, Hellraiser, Tudom, mit csináltál tavaly nyáron, Jaws, Egy rémálom, The on Elm Street Az Omen, a Paranormal Activity, a Psycho, a The Purge, a Scream és a The Texas Chainsaw Massacre – a 2011-es inflációhoz igazított adatokkal az ötödik legtöbb bevételt hozó horror franchise az Egyesült Államokban és Kanadában 457,4 millió dollárral. Ezt a listát a Péntek 13. vezeti 687,1 millió dollárral, ezt követi a Nightmare on Elm Street sorozat 592,8 millió dollárral, a Hannibal Lecter filmsorozat pedig szorosan lemaradva 588,7 millió dollárral. Ezután jön a Halloween 557,5 millió dollárral, a Sikoly sorozat 442,9 millió dollárral és A texasi láncfűrészes mészárlás 304,6 millió dollárral, végül pedig a Child's Play filmsorozat körülbelül 203 millió dollárral.
Az inflációhoz nem igazított pénztári számok a következők:
| Film címe                | Bevétel                    | Bevétel           | Bevétel            | Költségvetés        | Hivatkozások  |
| Film címe                | Egyesült Államok és Kanada | Egyéb piacok      | Világszerte        | Költségvetés        | Hivatkozások  |
| ------------------------ | -------------------------- | ----------------- | ------------------ | ------------------- | ------------- |
| Fűrész                   | 55 185 045 USD             | 47 911 300 dollár | 103 096 345 USD    | 1-1,2 millió dollár | [ 41 ] [ 42 ] |
| Fűrész II                | 87 039 965 USD             | 60 708 540 USD    | 147 748 505 dollár | 4 millió dollár     | [ 43 ]        |
| Fűrész III               | 80 238 724 dollár          | 84 635 551 dollár | 164 874 275 dollár | 10 millió dollár    | [ 22 ]        |
| Fűrész IV                | 63 300 095 dollár          | 76 052 538 USD    | 139 352 633 dollár | 10 millió dollár    | [ 44 ] [ 45 ] |
| Fűrész V                 | 56 746 769 dollár          | 57 117 290 dollár | 113 864 059 USD    | 10,8 millió dollár  | [ 46 ]        |
| Fűrész VI                | 27 693 292 dollár          | 40 540 337 dollár | 68 233 629 dollár  | 11 millió dollár    | [ 47 ]        |
| Fűrész 3D                | 45 710 178 dollár          | 90 440 256 USD    | 136 150 434 dollár | 20 millió dollár    | [ 48 ]        |
| Fűrész: Újra játékban    | 38 052 832 dollár          | 64 900 056 USD    | 102 952 888 USD    | 10 millió dollár    | [ 49 ]        |
| Spirál: Fűrész hagyatéka | 23 216 862 dollár          | 17 392 032 dollár | 40 608 894 dollár  | 20 millió dollár    |               |
| Teljes összeg            | 477 183 762 dollár         | 539 697 900 USD   | 1 016 881 662 USD  | 97 millió dollár    |               |

### Kritikai és nyilvános válasz
Az IGN minden idők huszonöt legjobb filmes franchise-listáján a Fűrész sorozat a 25. helyen végzett.
| Film címe                | Rotten Tomatoes    | Metacritic       | CinemaScore |
| ------------------------ | ------------------ | ---------------- | ----------- |
| Fűrész                   | 50% (188 vélemény) | 46 (32 vélemény) | C+          |
| Fűrész II                | 37% (122 vélemény) | 40 (28 vélemény) | B+          |
| Fűrész III               | 30% (94 vélemény)  | 48 (16 vélemény) | B           |
| Fűrész IV                | 18% (83 vélemény)  | 36 (16 vélemény) | B           |
| Fűrész V                 | 13% (76 vélemény)  | 20 (13 vélemény) | C           |
| Fűrész VI                | 39% (74 vélemény)  | 30 (12 vélemény) | B           |
| Fűrész 3D                | 9% (81 vélemény)   | 24 (17 vélemény) | B-          |
| Fűrész: Újra játékban    | 32% (92 vélemény)  | 39 (18 vélemény) | B           |
| Spirál: Fűrész hagyatéka | 37% (225 vélemény) | 40 (33 vélemény) | B-          |

## Zene

### Filmek zenéi
| Cím                                           | Amerikai megjelenés dátuma | Hossz | Zeneszerző(k) | Kiadó                     |
| --------------------------------------------- | -------------------------- | ----- | ------------- | ------------------------- |
| Fűrész: Eredeti filmzene                      | 2004. október 5            | 57:29 | TBA           | Koch                      |
| Fűrész II: Eredeti filmzene                   | 2005. október 25           | 54:46 | TBA           | Képes szórakoztatás       |
| Fűrész III: Eredeti filmzene                  | 2006. október 24           | 78:07 | TBA           | Warcon & Artists-függőség |
| Fűrész IV: Eredeti filmzene                   | 2007. október 23           | TBA   | TBA           | Művészek függőség         |
| Fűrész V: Eredeti filmzene                    | 2008. október 21           | TBA   | TBA           | TBA                       |
| Fűrész VI: Original Motion Picture Soundtrack | 2009. október 20           | 75:38 | TBA           | Trustkill                 |
| Fűrész 3D: Eredeti filmzene                   | 2010. október 26           | 58:48 | TBA           | TBA                       |
| Fűrész: Újra játékban: Eredeti filmzene       | 2017. október 27           | TBA   | TBA           | Lakeshore Records         |
| Spirál: Fűrész hagyatéka Soundtrack           | 2021. május 14             | 13:40 | TBA           | Epic & Slaughter Gang     |

## Egyéb média

### Videójátékok
A Konami japán videojáték-cég jelenleg a Fűrész interaktív videojáték jogainak tulajdonosa. A Konami 2009 közepén kijelentette, hogy a Fűrész -ből videójáték-sorozatot akarnak készíteni a filmek kiegészítésére. A Fűrész következő nagy túlélő horror franchise-ját is szeretnék létrehozni másik projektük, a Silent Hill mellett. Kijelentették, hogy mivel a Fűrész a vizuális intenzitásra, a Silent Hill pedig a pszichológiai terrorra összpontosít, mindkettő létezhet a videojáték-iparban anélkül, hogy közvetlenül versenyeznének egymással.
A sorozat első játéka, a Fűrész, amely a sorozat első és második filmje között játszódik, eredetileg 2009. október 6-án jelent meg, a Fűrész II: Flesh &amp; Blood folytatásával. 2010. október 19. Xbox 360-ra és PlayStation 3-ra, tíz nappal a hetedik film, a Fűrész 3D megjelenése előtt.
David Tapp és Amanda Young a Dead by Daylight című videojáték letölthető Saw Chapter részeként jelent meg.
A Haunting of Verdansk Halloween esemény részeként a Call of Duty: Warzone -ban megjelent egy csomag, amelyben egy Billy, the Puppetnek öltözött operátor szerepel.

### Képregények
A Saw: Rebirth, az eredeti film képregényes előzménye, amelyet a Fűrész II népszerűsítésére adtak ki. Kánonságát később a Fűrész IV . eseményei ellentmondták. Ez azonban az első kanonikus megjelenése Kirakós feleségének, Jillnek, akit később a Fűrész III filmsorozatban is bevezettek, és a Kirakós (egy agyrákban haldokló mérnök) történetének még mindig kanonikus elemeit állapította meg.

### Vidámpark látnivalói

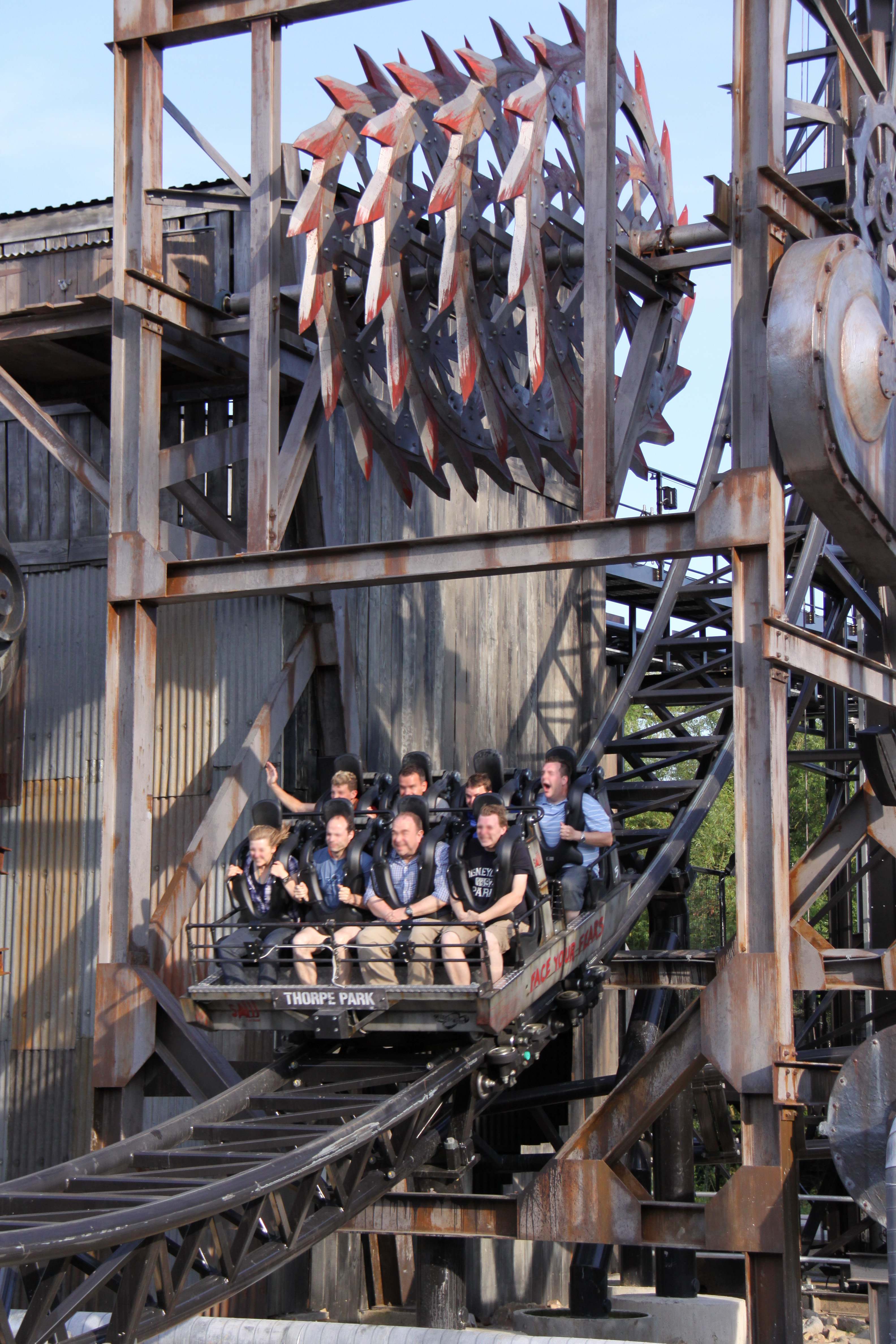
Fűrész – The Ride a Thorpe Parkban

- A „ Saw – The Ride ” egy Gerstlauer Euro-Fighter hullámvasút, amelynek témái a franchise köré épülnek, és amely 2009. március 13-án nyílt meg az Egyesült Királyságban található Thorpe Parkban. Speciális effektusokkal zárt, sötét körúttal rendelkezik, mielőtt kimenne a szabadba, és felmegy egy 100 méteres függőleges felvonódombra egy meredek, 100 fokos függőlegesen túli esésbe, amely nagy forgó fűrészlapok alatt halad el.
- A Thorpe Park a 2009-es Fright Nights rendezvényére megnyitotta a "Saw – Movie Bites" című ideiglenes Fűrész attrakciót.
- A Thorpe Park egy állandó, egész évben működő élőszereplős horror labirintussal egészítette ki a Fűrész filmek köré épülő attrakciókat. A "Saw: Alive" névre keresztelt film a 2010-es évad elején nyitotta meg kapuit, és hat jelenetet tartalmazott, amelyek mindegyik filmből egy ikonikus csapdát képviseltek, de már nem állandó, egész éves attrakció, és csak a Thorpe Park Halloween idején működött a Fright Nights rendezvényen. A labirintusok utolsó évéig, 2018-ban a park bejelentette, hogy végleg bezár, és nem tér vissza a 2019-es rendezvényre.[76]
- A " Saw: Game Over " egy 2009-es horror labirintus, amelyet a Universal Studios készített a Halloween Horror Nights számára, a filmek szereplői, csapdái és jelenetei alapján.[77] A Universal Studios hollywoodi Horror Nights című feldolgozásánál a Saw: Game Over címet kapta, míg a Universal Studios floridai feldolgozásánál egyszerűen a Saw címet kapta.
- A "Saw" témájú kísértetház októberben működött a Fright Dome -ban, a Circus Circus Las Vegas-ban . A Jigsaw által beállított "játékok" interaktív, kézzel készített másolatait tartalmazta. 2009-ben mutatták be, és a Lionsgate és a Twisted Pictures partnerei voltak.
- 2018-ban "Saw Escape Las Vegas" néven Saw témájú szabadulószobát készítettek a Fright Dome alkotói. A LionsGate hivatalosan engedélyezte, és az Egyesült Államokban, Nevadában, Las Vegas városában található, ahogy a neve is sugallja.
- 2010-ben a „ Halloween Fright Nights ” a Warner Bros. A Movie World bemutatta a Sudden Impact Entertainment által létrehozott labirintust, amelyben szereplők, csapdák és jelenetek szerepeltek a filmekből. A labirintus egyszerűen "Fűrész labirintus" volt.
- A "Saw Haunted Attraction" egy labirintus volt a Brea Plaza bevásárlóközpontban 2008-ban, amelyet a Sinister Pointe Haunted Attractions hozott létre.
- A "SAWMANIA" egy rajongói esemény volt New Yorkban. A rendezvényen résztvevők találkozhattak színészekkel és rendezőkkel, valamint megtekinthették a filmekben használt kellékeket.

### Játékok
A játékok közé tartoznak Billy, the Puppet babák, kirakós figurák és jelmezek, valamint disznómaszkok.

## Fordítás
Ez a szócikk részben vagy egészben  a   Saw (franchise) című angol Wikipédia-szócikk ezen változatának fordításán alapul.  Az eredeti cikk szerkesztőit annak laptörténete sorolja fel. Ez a jelzés csupán a megfogalmazás eredetét és a szerzői jogokat jelzi, nem szolgál a cikkben szereplő információk forrásmegjelöléseként.
1. ↑  The directors of Jigsaw consisted of twin brothers Michael and Peter Spierig, known colloquially as The Spierig Brothers, who just count as one director in the total.